# Wilhelm Philippe Schimper
Wilhelm Philippe Schimper (Dossenheim-sur-Zinsel, 12 gennaio 1808 – Strasburgo, 20 marzo 1880) è stato un botanico francese.

## Biografia
Era il padre del botanico Andreas Franz Wilhelm Schimper (1856–1901) e cugino del naturalista Karl Friedrich Schimper (1803–1867) e del botanico Georg Heinrich Wilhelm Schimper (1804–1878).
Dopo la laurea presso l'Università di Strasburgo, lavorò come curatore al Museo di Storia Naturale di Strasburgo, diventando direttore del museo nel 1839. Il museo tiene un busto di Schimper in cima alle scale.
Dal 1862 al 1879, fu professore di geologia e storia naturale all'Università di Strasburgo.
I contributi di Schimper nel campo della biologia erano principalmente nei campi specializzati di briologia (studio dei muschi) e paleobotanica (studio dei fossili vegetali). Trascorse molto tempo a collezionare esemplari botanici nei suoi viaggi in tutta Europa. Tra i suoi scritti vi erano sei volumi di Bryologia Europaea, un'opera epica pubblicata tra il 1836 e il 1855, che fu scritta insieme a Philipp Bruch (1781-1847) e descrisse tutte le specie di muschio europeo conosciute all'epoca.
Schimper diede un contributo significativo in geologia. Nel 1874 propose una nuova suddivisione scientifica del tempo geologico. Chiamò la nuova epoca "l'era paleocenica", di cui si basò su reperti paleobotanici provenienti dal bacino di Parigi.

## Opere
- Bryologia europaea (Stuttgart, 1836–55, sei volumi).
- Monographie des plantes du fossiles grès bigarré de la chaine des Vosges, 1841.
- Recherches sur les mousses anatomiques et morphologiques, 1850.
- Mémoire pour servir à l'histoire naturelle des Sphagnum, 1854.
- Synopsis muscorum europaeorum (1860, seconda edizione nel 1876).
- Le terrain de transition des Vosges, 1862
- Traité de Paléontologie végétale (1869 to 1874 in due volumi).[1][2]